# Umberto Badioli
Umberto Badioli (Pesaro, 9 novembre 1959) è un allenatore di pallacanestro italiano.